# Filip Epigramàtic
Filip Epigramàtic (en llatí Philippus Epigrammaticus, en grec Φίλιππος) va ser el nom donat a dos poetes grecs, algun dels epigrames dels quals figuren a l'Antologia grega on hi ha diversos epigrames sota el nom Philippus que corresponen una part a Filips identificats (com Filip el Macedoni i Filip de Tessalònica) i d'altres a alguns poetes no identificats, als que Fabricius esmenta individualment com Filip el Jove i Filip de Bizanci i als que anomena també Filip Epigramàtic.